# Melinaea phasis
Melinaea phasis är en fjärilsart som beskrevs av Felder 1865. Melinaea phasis ingår i släktet Melinaea och familjen praktfjärilar. Inga underarter finns listade i Catalogue of Life.